# Сомпхон Сітялин
Сомпхон Сітялин (Somphone Sichaleune) — лаоський дипломат. Надзвичайний і Повноважний Посол Лаоської Народно-Демократичної Республіки в Україні за сумісництвом (2009—2011).

## Життєпис
У 1983 році закінчив Міжнародно-правовий факультет Московського державного інституту міжнародних відносин.
У 2005—2009 рр. — Надзвичайний і Повноважний Посол Лаоської Народно-Демократичної Республіки в Словаччині
У 2009—2011 рр. — Надзвичайний і Повноважний Посол Лаоської Народно-Демократичної Республіки в РФ.
У 2009—2011 рр. — Надзвичайний і Повноважний Посол Лаоської Народно-Демократичної Республіки в Україні за сумісництвом.
У 2012—2015 рр. — Надзвичайний і Повноважний Посол Лаоської Народно-Демократичної Республіки у В'єтнамі.